# 酶原
有些酶在刚分泌时是没有催化活性的，这种没有活性的前体物称为酶原。一般生物体会通过肽键的剪切改变酶的构象使酶的活性中心形成或暴露出来而使酶具有活性。酶原的生理意思使为了避免酶消化细胞自身。